# 마이클 마이어스
마이클 마이어스(Michael Myers)는 슬래셔 영화 할로윈 시리즈의 등장인물이다. 첫 출연 작품은 존 카펜터가 감독한 《할로윈》(1978년)이다. 어렸을 때 애인을 집으로 불러 성관계를 한 누나를 살해하고 정신병원에 갔다가, 15년 뒤 자기 집으로 돌아와서 과거와 비슷하게 십대 청소년들을 살해한다. 흰 가면을 쓰고 다니며 주무기는 식칼이다. 영화 시리즈 외에도 소설, 게임, 만화 등에도 얼굴을 내밀었다.
마이클 마이어스는 《할로윈 3》을 제외한 모든 《할로윈》 시리즈의 악역으로 등장하지만, 각 작품 사이의 연속성은 전무하다. 마이어스는 일종의 순수한 악으로 묘사되며, 이는 영화 내적으로뿐 아니라 캐릭터를 만든 제작자들 역시 밝힌 바이다.